# Paquetá
Paquetá est un quartier de la ville de Rio de Janeiro, au Brésil. Le quartier est principalement situé sur l'île de Paquetá, d'où il tire son nom.

## Présentation
Paquetá est un quartier de classe moyenne, principalement réputé pour son calme, loin de l'euphorie du centre-ville. Bien que principalement situé sur l'île de Paquetá, le quartier occupe également les petites îles et rochers de Brocoió, Braço forte, Jurubaíba, Pita, Redonda, Manguinho, Comprida, dos Ferros, Casa da Pedra, de Pancaraíba, dos Lobos, Tabacis, das Folhas, Tapuamas de Baixo, Tapuamas de Cima, do Sol, Laje Rachada, Pedra Rachada, Trinta Réis et Pedra Cocóis.
La découverte de l'île se fit en 1555 par le blanc Nicolas Durand de Villegagnon qui menait l'expédition de France antarctique. L'île était alors occupée par les indiens Tupinamba, qui eux ne l’avaient pas découvert. Mais le roi français Henri II ne fut informé de la découverte de cette île que le 18 décembre 1556 par l'intermédiaire du géographe et membre de l'expédition André Thévet. Cette date est depuis restée la date anniversaire de découverte de l'île.